# Ángel Albino Corzo
Ángel Albino Corzo (Heroica Chiapa de Corzo, 1 de marzo de 1816-íd., 12 de agosto de 1875) fue un político y militar mexicano. Nació en la ciudad de Chiapa (hoy Chiapa de Corzo), en el sureño estado de Chiapas de ese país. Como liberal que era, participó en la instauración del primer Congreso Constituyente; promulgó las Leyes de Reforma; juró la Constitución de 1857; reorganizó las finanzas y el reglamento del Registro Civil y expropió los bienes de la Iglesia. Fue presidente municipal de su pueblo natal y tesorero general del Estado. Después de desempeñar esos cargos menores, llegó a la gubernatura del estado en el año 1855, desde donde dirigió, por su filiación liberal, la implementación de las Leyes de Reforma contenidas en la Constitución de 1857. Fue reconocido como gobernador provisional en San Cristóbal, el 16 de octubre de 1855 y como Gobernador Constitucional de 1856 a 1860.[cita requerida]
Durante los años 1860 a 1863, encabezó personalmente la lucha armada contra las fuerzas conservadoras en varias batallas efectuadas en Chiapas, Tabasco y Oaxaca. También organizó a las tropas chiapanecas que combatieron al invasor francés. Por su defensa de la integridad de Chiapas y de la causa liberal, fue nombrado, por los gobiernos de Tabasco y de Chiapas, "Benemérito del Sureste". El 12 de octubre de 1861, el Congreso local lo declaró “Benemérito del Estado de Chiapas”. Fue asesinado el 12 de agosto de 1875 en su ciudad natal.[cita requerida]
Además de los actos arriba mencionados, durante su mandato fueron promulgados el Estatuto de la Universidad de Chiapas, las leyes de administración de justicia del Estado y la ley de asesores. Fue creada la escuela de Primeras Letras para indígenas, realizado el levantamiento de la segunda carta geográfica de Chiapas y defendida la integridad del territorio chiapaneco de la ambición del Gobierno de Tabasco.